# Кринский, Болеслав Иванович
Болесла́в Ива́нович Кри́нский (1871 — не ранее 1921) — козелецкий уездный предводитель дворянства, камергер, член IV Государственной думы от Черниговской губернии.

## Биография
Римско-католического вероисповедания. Потомственный дворянин Черниговской губернии. Сын отставного капитана армейской пехоты Ивана Фомича Кринского и жены его Аделаиды Гзовской. Землевладелец Козелецкого уезда (160 десятин при селе Чемер).
Высшее образование получил в университете Св. Владимира, юридический факультет которого окончил в 1896 году с дипломом 1-й степени. По окончании университета поселился в своем имении и занялся общественной деятельностью. В том же году был избран председателем Козелецкой уездной земской управы, в каковой должности пробыл чуть более одного трехлетия.
Также избирался гласным Козелецкого уездного и Черниговского губернского земских собраний, и почетным мировым судьей по Козелецкому уезду. В 1901 году был избран кандидатом в козелецкие уездные предводители дворянства, а 5 мая 1906 года утвержден в этой должности, каковую и занимал до революции 1917 года. В 1904 году, по приглашению губернатора, принимал участие в комитете для рассмотрения проекта нового положения о крестьянах. После провозглашения Октябрьского манифеста стал одним из лидеров Союза 17 октября в своей губернии. С 1910 года состоял в придворном звании камер-юнкера, с 1916 года — камергера.
В 1912 году был избран членом IV Государственной думы от 2-го съезда городских избирателей Черниговской губернии. Входил во фракцию центра и Прогрессивный блок. Состоял секретарем финансовой комиссии, а также членом комиссий: по переселенческому делу, по судебным реформам, о путях сообщения, о торговле и промышленности.
В годы Первой мировой войны состоял членом Особого совещания по обеспечению топливом путей сообщения, государственных и общественных учреждений и предприятий, работающих для целей государственной обороны. После Февральской революции участвовал в работах Высшей следственной комиссии ГД и в частных совещаниях членов Государственной думы. После Октябрьской революции оставался в Петрограде до лета 1918 года, когда выехал на Юг России. В январе 1920 года эвакуировался из Новороссийска на корабле «Ганновер».
В эмиграции в Париже, в 1921 году переехал в Италию. Дальнейшая судьба неизвестна. Был женат, имел дочь.